# Гаюк Семен
Семе́н Гаю́к (27 квітня 1909, Луцьк — 4 квітня 1997, США) — православний церковний діяч, протопресвітер УАПЦ.

## Біографія
Навчався у початковій школі і гімназії в Бересті над Бугом. 1929 року закінчив Православну Духовну Семінарію в Кременці, Богословський факультет Варшавського університету в 1933 році. Восени 1933 року одружився з Олександрою Жиглевич. 19 січня 1934 року висвячений на священика владикою Симоном у Кременці. 1937 року отримав ступінь маґістра богослів'я. У 1930-х роках був душпастирем на Волині, зокрема парохом у Лопушному. Заарештований польською поліцією 1939 року й ув'язнений до концтабору Береза Картузька.
В часі другої світової війни мешкав в Заславі, де знаходився при джерелах відродження Української Православної Автокефальної Церкви. Організатор Комітету допомоги полоненим у Заславі. Від 1944 року на еміграції спочатку в Німеччині (Бад Кіссінґен), де працював на лісозаготівлях. Після закінчення війни був настоятелем церков і вчителем всесвітньої історії у таборах «Ді-Пі» при УНРРА та IRO, курсів для малограмотних. 
Від 1950 року на еміграції в США. Спочатку працював на маталообробному заводі. 1951 року організував православну парафію Святого Луки у Ворренс. Був парохом в Ютиці, Нью-Йорку, Ньюарку, на Лонґ Айленді, Баффало. Згодом отримав посаду ректора семінарії Святої Софії у Саут-Баунд-Брук. Викладав історію і гомілетику. Редактор «Українського Православного Слова», редактор-упорядник церковного Календаря-Альманаха. Нагороджений правом носити два хрести. Був дійсним членом Української Вільної Академії Наук. У 1968 здобув ступінь доктора філософії. Друкувався у «Голосі Америки», «Українському Православному Слові», «Свободі», «Народній Волі», канадському «Віснику» тощо. Похований на українському цвинтарі святого Андрія у Саут-Баунд-Брук.
За книгу спогадів «Від церковного престолу до Берези за дроти» нагороджений на літературному конкурсі у Німеччині.
Мав трійко дітей.

## Праці
- «Від церковного престолу до Берези за дроти».
- «Короткий православно-християнський катихизис».
- «На Божій ниві: бесіди на свята дванадесяті та інші».
- «Святий Феодосій Углицький, Архієпископ Чернігівський на тлі своєї доби».
- «Унійна діяльність Мелетія Смотрицького: історичний нарис».
- «Наша небесна Заступниця (Бесіди на свята Богородичні».)

## Твори у мережі
- о. Семен Гаюк, Проповідь на Свято Благовіщення[недоступне посилання]
- о. Семен Гаюк, Проповідь на свято П'ятидесятниці[недоступне посилання]
- о. Семен Гаюк, Націоналізм в російських церковних текстах [Архівовано 4 грудня 2021 у Wayback Machine.]
- о. Семен Гаюк, Водохрещі [Архівовано 20 листопада 2008 у Wayback Machine.]

о. Семен Гаюк, Спасибі[недоступне посилання]